# Nagano Osami

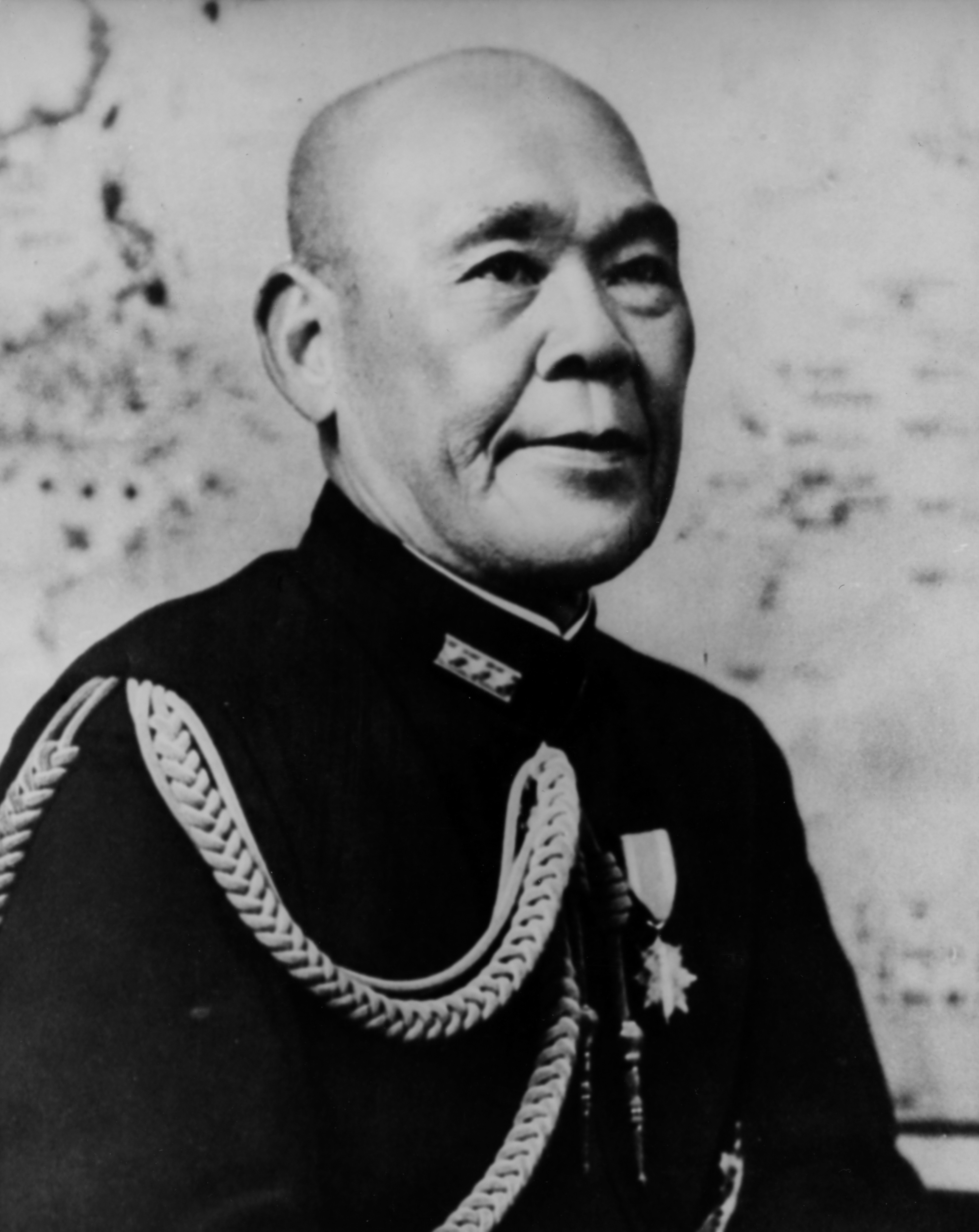
Nagano Osami

Nagano Osami (jap. 永野 修身; * 15. Juni 1880 in der Präfektur Kōchi; † 5. Januar 1947 in Tokio) war ein Admiral der Kaiserlich-Japanischen Marine kurz vor dem und im Zweiten Weltkrieg.

## Leben
1880 wurde Nagano in der Präfektur Kōchi auf der Insel Shikoku geboren. 1900 trat er als Matrose auf dem Kreuzer Matsushima in die japanische Marine ein. Er absolvierte die Ausbildung der japanischen Marineakademie. 1913 wurde er als Übersetzungs- und Verbindungsoffizier in die USA versetzt, wo er an der Harvard-Universität Jura studierte. Im April 1915 kehrte er wieder nach Japan zurück und diente in verschiedenen Offizierspositionen auf Schiffen der japanischen Marine. Vom Dezember 1920 bis zum November 1923 war er als Marineattaché wieder in den USA. In dieser Eigenschaft wohnte er der Washingtoner Flottenkonferenz und der Unterzeichnung des Washingtoner Flottenabkommens vom 6. Februar 1922 bei. Nach Japan zurückgekehrt, wurde er als Experte für die Vereinigten Staaten anerkannt und zum Konteradmiral (Kaigun-Shōshō) befördert. 1927 erhielt er den Rang eines Vizeadmirals (Kaigun-Chūjhō) und wurde dem Stab der kaiserlich-japanischen Marine zugeteilt.
Als Vertreter des japanischen Marinestabs nahm er an der Flottenkonferenz von 1930 in London teil. 1934 wurde er schließlich zum Admiral (Kaigun-Taishō) befördert. Auf der Flottenkonferenz 1935, die ebenfalls in London stattfand, war er der Hauptsprecher für die japanische Marine. Die Japaner zogen sich aus Protest von dieser Konferenz zurück, nachdem ihnen keine mit den USA und Großbritannien vergleichbare Flottenstärke zugestanden worden war.
Nagano nahm das mit anderen Rüstungsbefürwortern in der japanischen Marine zum Anlass, ab dem Jahr 1936 die Schlagkraft der kaiserlichen Flotte nach eigenem Gutdünken zu verstärken. Unter Premierminister Hirota Kōki wurde Nagano 1936 japanischer Marineminister und 1937 Kommandeur der Vereinigten Flotte.
1941 wurde Nagano Chef des  Admiralstabs der japanischen Marine. In dieser Funktion befürwortete er den Angriffsplan von Admiral Yamamoto Isoroku, der einen Angriff auf Pearl Harbor für den Fall eines Krieges zwischen den USA und Japan vorsah. Er ordnete die unverzügliche Durchführung des Angriffs für den Fall an, dass alle diplomatischen Verhandlungen mit den USA scheitern sollten. Eine weitere von ihm strategisch (mit)geplante japanische Militäraktion war der japanische Angriff auf die Midway-Inseln. Zusammenfassend lässt sich sagen, dass Nagano für die Kriegsführung der japanischen Marine bis zum Frühjahr 1944 mitverantwortlich war. Nagano wurde im Juni 1943 zum Großadmiral (Gensui Kaigun Taishō ) befördert und behielt diese Position für den restlichen Verlauf des 2. Weltkrieges bis zu seiner Absetzung.
Anfang des Jahres 1944 hatte er aufgrund der vielen militärischen Niederlagen Japans im Pazifik das Vertrauen Kaiser Hirohitos verloren. Er wurde durch den selbst unter Druck stehenden Premierminister Tōjō Hideki am 21. Februar seines Postens enthoben und durch den Tōjō extrem ergebenen Marineminister Shimada Shigetarō ersetzt. Für den Rest des Krieges war er nur noch „Berater der Regierung“. Nach dem Sieg der USA wurde er im März 1946 gefangen genommen und in den Tokioter Prozessen wegen des Angriffs auf Pearl Harbor angeklagt. Er starb am 5. Januar 1947 im Alter von 66 Jahren in Tokio an Lungenentzündung, noch bevor die Anklage gegen ihn vorgebracht werden konnte.